# Улица Гаппо Баева (Владикавказ)

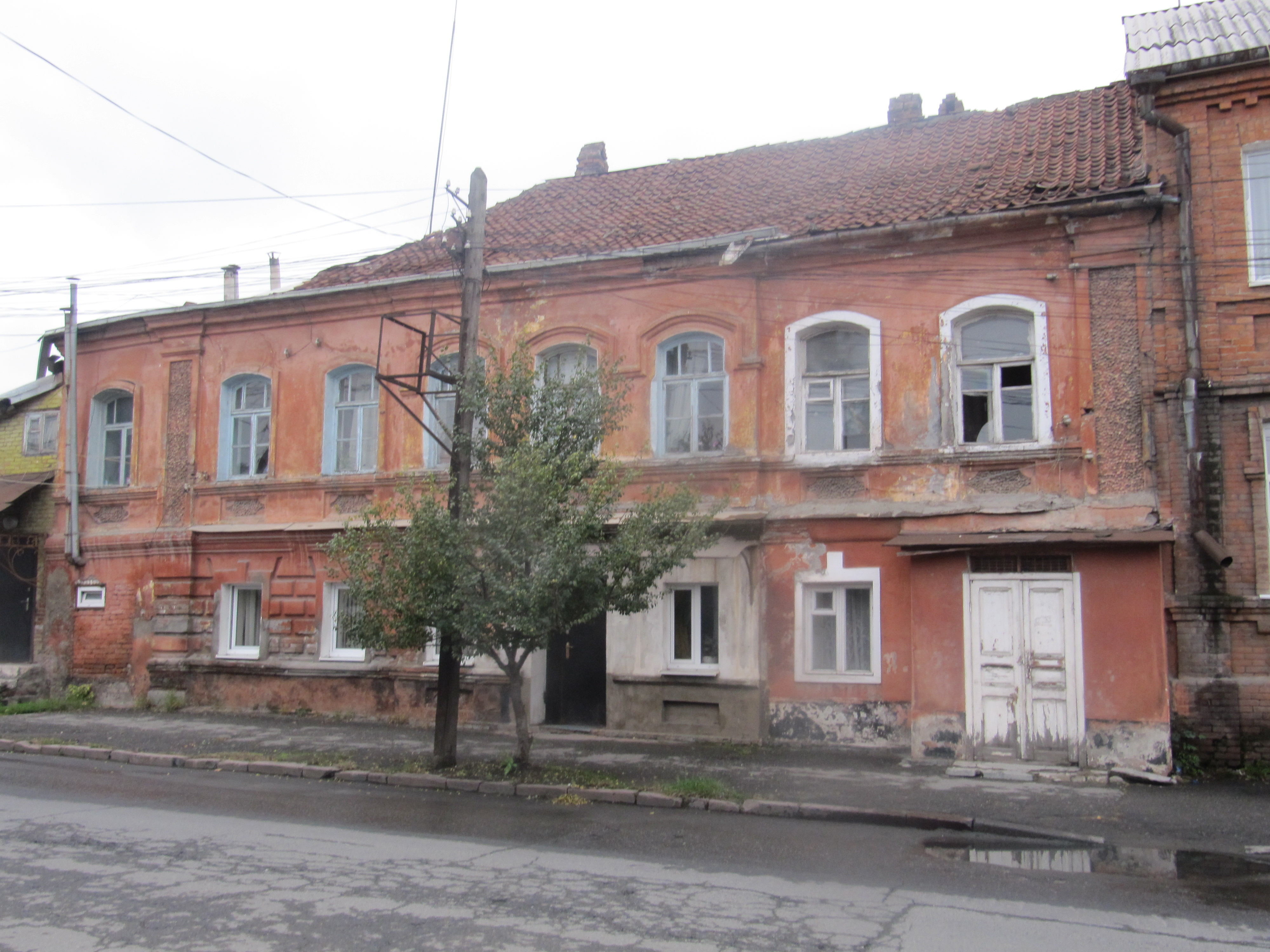
Дом № 40

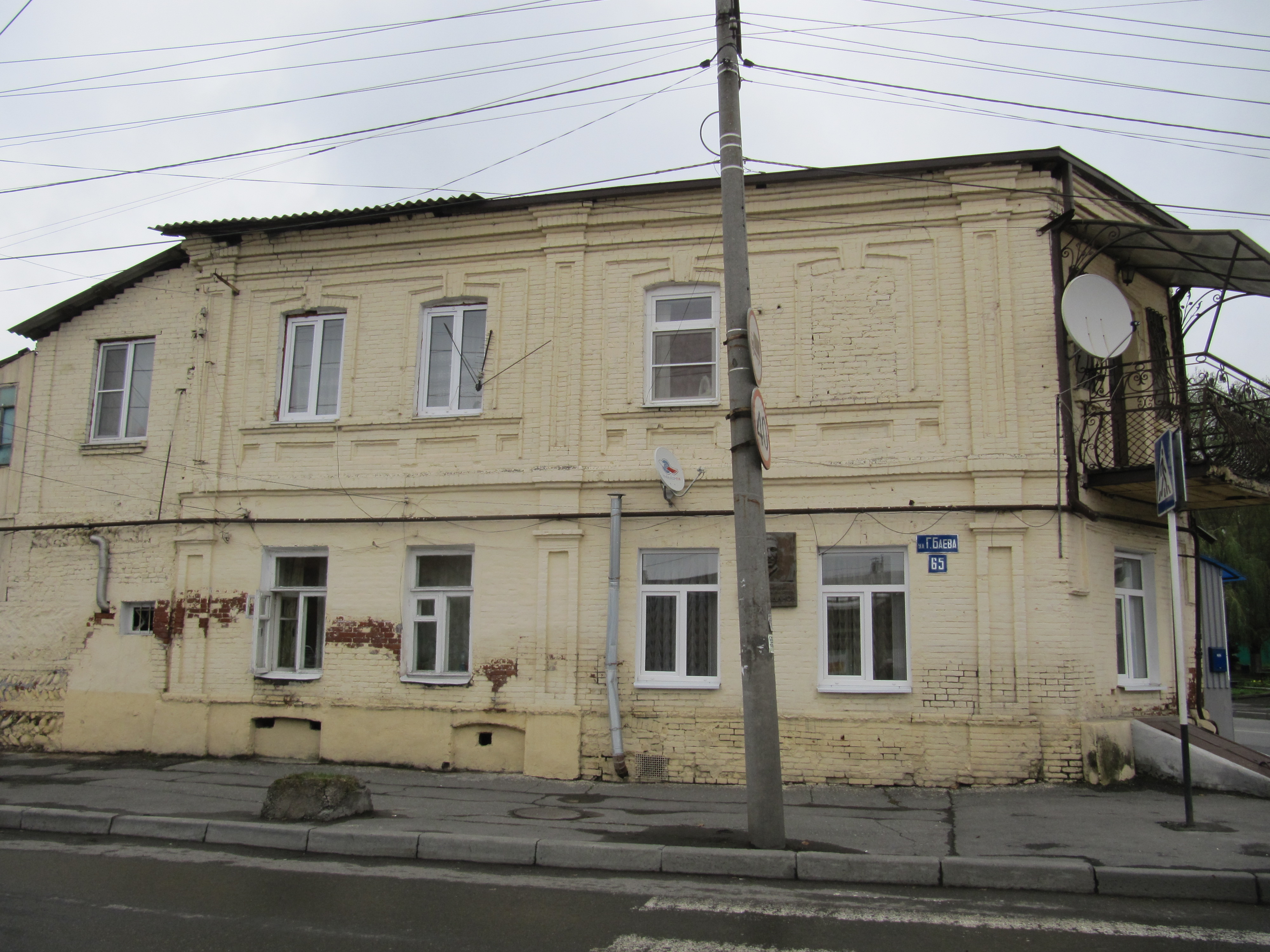
Дом № 65 — Дом Газдановых

Улица Гаппо́ Ба́ева — улица во Владикавказе (Северная Осетия, Россия). Находится в Иристонском муниципальном округе.
Северная часть от улицы Штыба находится в границах  городского исторического центра, причисленного к выявленным объектам культурного наследия регионального значения. Начинается от улицы Мордовцева в районе площади Свободы и тянется на юг до улицы Кольцова. Улица Гаппо Баева пересекает Армянскую улицу, площадь Штыба, улицы Коста Хетагурова и Павленко. От улицы Гаппо Баева начинается улица Штыба.

## История
Названа в честь адвоката, осетинского книгоиздателя, общественного деятеля дореволюционной Осетии и первого осетинского градоначальника Владикавказа Гео́ргия (Гаппо) Васи́льевича Ба́ева.
Образовалась в середине XIX века. Отмечена на карте города как Краснорядская улица. В XIX — начале XX века на улице располагались различные торговые, мясные лавки и мануфактурные магазины. В доме № 20 проживала семья священника Алексия Гатуева, в семье которого родился осетинский просветитель Афанасий Абиевич Гатуев. В доме № 65 на углу с улицей Бакинской (сегодня — улица Павленко) проживала семья Газдановых, в которой в 1903 году в Санкт-Петербурге родился осетинский писатель Гайто Газданов. В доме № 32, у лесничего Ибрагима Шанаева в 1885 году поселился Коста Хетагуров. Здесь он работал как художник в течение 6 лет, начиная с 1885 года по 1891 год до момента первой ссылки .
25 октября 1922 года постановлением заседания Исполкома Владикавказского Городского Совета рабочих, крестьянских и красноармейских депутатов (протокол № 41, п.1), Краснорядская улица была переименована в улицу Свободы: «В ознаменование 5-й годовщины Октябрьской революции Исполком постановил переименовать ул. Краснорядскую в улину Свободы».
25 марта 1993 года решением Малого Совета Владикавказского Совета народных депутатов (протокол № 14, § 21), улица Свободы была переименована в улицу Гаппо Баева:
«Переименовать улину Свободы (между площадью Свободы и улицей Кольцова. Начало от пл. Свободы) в улицу первого осетинского главы города Гаппо Баева, сыгравшего неоценимую роль в развитии нашей столицы. Называть её впредь улицей Гаппо Баева».

## Значимые объекты
Объекты культурного наследия
- д. 22/ Армянская, 6 — здание бывшей мастерской Османа Омарова. Памятник архитектуры и градостроительства[5].
- д. 33/ площадь Штыба, 3 — бывший особняк. Памятник архитектуры[5] (конец XIX- нач. XX в.).
- д. 40 — в этом доме проживали осетинский просветитель и философ Афако Абиевич Гассиев и изобретатель фотонаборной машины Виктор Афанасьевич Гассиев. Памятник истории[5].
- д. 41 — бывший особняк. Памятник архитектуры[5].
- д. 49 — памятник истории[5]. Дом, где жили композитор и певец Андрей Семенович Тотиев (в 1931—1936 гг.) и поэт-воин Мухарбек Георгиевич Кочисов (в 1937—1941 гг.).
- д. 65/ Павленко, 9 — памятник истории[5]. Дом семьи Газдановых, откуда вышли видные представители осетинской интеллигенции.

Различные учреждения и объекты
- 12 — Школа осетинского языка.
- 18 — Армянское общество «Эребуни».
- 20 — Школа иностранных языков.

Религия
- 14 — католический Приход Вознесения Иисуса Христа.

Также на улице располагаются многочисленные коммерческие учреждения.

## Транспорт
С 1904 года по 1933 годы по улице проходила трамвайная линия узкой колеи.
По улице Гаппо Баева от площади Штыба до площади Свободы с 1934 года по однопутной линии ходят трамваи. Встречные трамваи идут по параллельной улице Чермена Баева. В первой половине 2022 года проходила реновация проезжей части и трамвайных путей на участке улицы от площади Штыба до площади Свободы.